# Decaspermum prunoides
Decaspermum prunoides är en myrtenväxtart som beskrevs av Friedrich Ludwig Diels. Decaspermum prunoides ingår i släktet Decaspermum och familjen myrtenväxter.
Artens utbredningsområde är Papua Nya Guinea. Inga underarter finns listade i Catalogue of Life.